# Vatne, Rogaland
Vatne är en tätort i Sandnes kommun i Rogaland fylke i sydvästra Norge. Orten ligger vid fylkesväg 516, öster om kommunens centralort Sandnes.